# Lannea welwitschii
Lannea welwitschii är en sumakväxtart som först beskrevs av William Philip Hiern, och fick sitt nu gällande namn av Adolf Engler. Lannea welwitschii ingår i släktet Lannea och familjen sumakväxter. Utöver nominatformen finns också underarten L. w. ciliolata.